# 克雷日克
51°7′29″N 34°7′17″E / 51.12472°N 34.12139°E
克雷日克（烏克蘭語：Крижик）是位於烏克蘭東北部的村莊，由蘇梅州蘇梅區的沃羅日巴市鎮負責管轄。該村距離切爾沃內、什庫拉蒂夫卡和沃羅尼內1.5公里，海拔高度132米，2001年人口129。